# Крокодилопардалис
Крокодилопардалис (грч. Κροκοδιλοπαρδαλις, енгл. Krokodilopardalis) је назив за криптида који живи наводно на подручју горњег тока ријеке Нил.

## Поријекло и значење назива
Име у преводу значи "крокодил-леопард".

## Опис криптида
Описује се као велики водоземни рептил биљојед са ишараном кожом и да је налик на диносаурa из групе Орнитопода.

## У умјетности
Крокодилопардалис се појавњује на „Нилском мозаику из Палестрина“ из 2. вјека п. н. е., гдје је приказан у сцени са осталим афричким животињама које лове Етиопљани.